# Mielichhoferia speluncae
Mielichhoferia speluncae là một loài rêu trong họ Bryaceae. Loài này được P. de la Varde mô tả khoa học đầu tiên năm 1955.